# 독일 농구 연맹
독일 농구 연맹(독일어: Deutscher Basketball Bund, FFBB)은 독일의 농구 종목 행정을 총괄하는 스포츠 행정 기구이다. 1949년에 설립되었으며 같은 해에 국제 농구 연맹(FIBA)에 가입했다. 독일 행정 구역별 농구 협회, 독일 리그, 국가대표팀을 관할하고 있으며 본부는 하겐에 있다.

## 같이 보기
- 독일 농구 국가대표팀